# Telstar

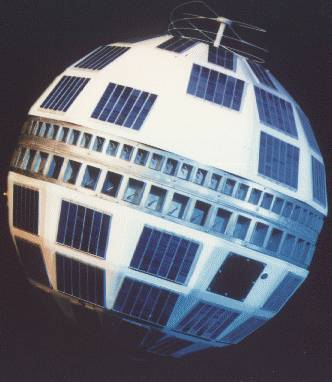
Den första Telstar-satelliten.

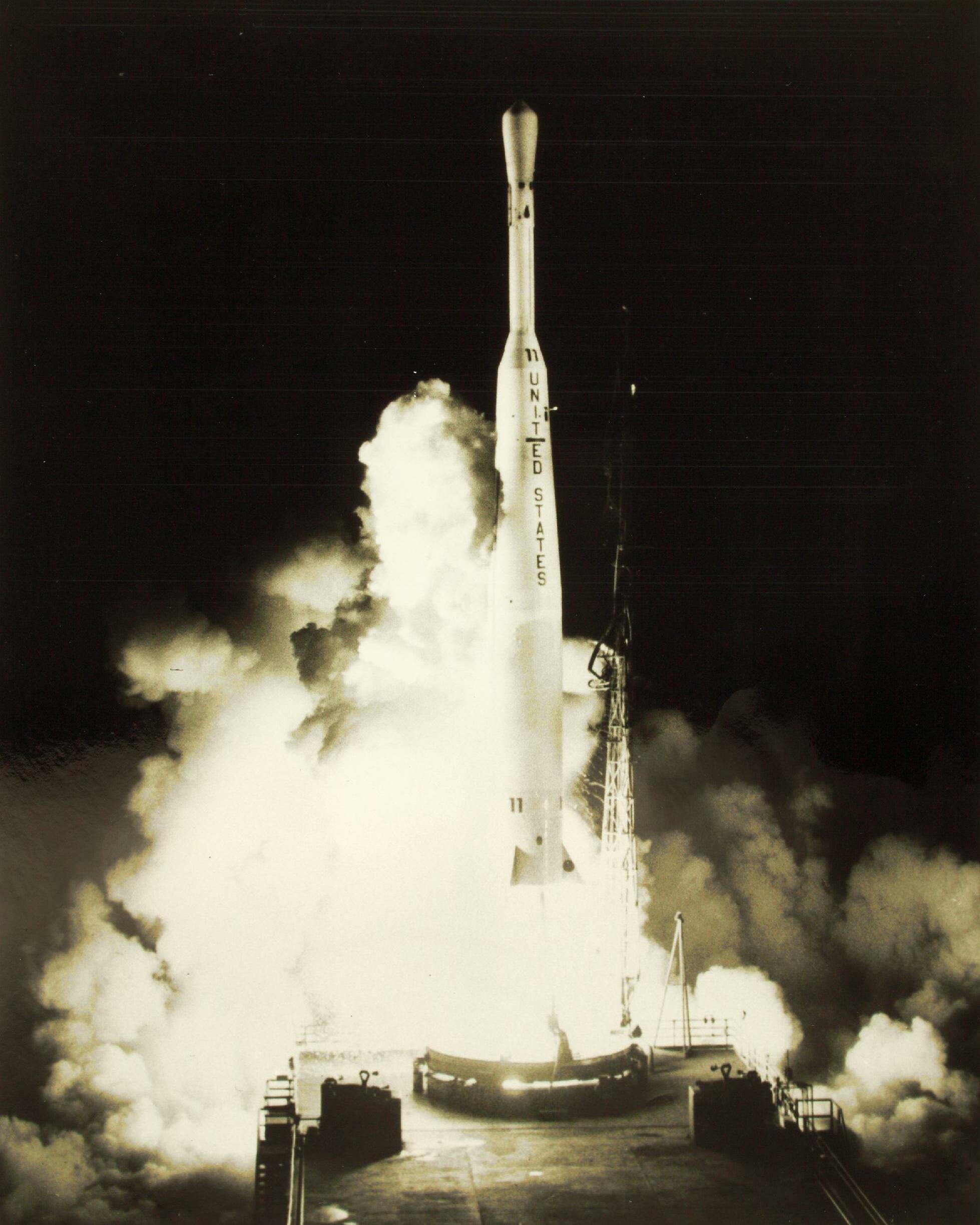
Uppskjutningen

Telstar var den första aktiva kommunikationssatelliten, den första satelliten avsedd för telefon- och datatrafik. Den var även den första privatägda satelliten. Än idag används namnet Telstar för ett antal kommunikationssatelliter.
Den ursprungliga Telstar ägdes av det amerikanska telefonbolaget AT&T och hade blivit möjlig genom ett avtal mellan AT&T, Bell Telephone Laboratories, NASA, brittiska posten och den franska post- och telestyrelsen som gick ut på att man skulle utveckla satellitbaserad kommunikation. Företaget Bell byggde en markstation i Andover, Maine (USA). De tecknade även ett kontrakt med Nasa där man lovade att betala 3 miljoner dollar för varje uppskjutning, oavsett om den lyckades eller ej.

## Telstar 1
10 juli 1962 sköts Telstar upp med hjälp av en Deltaraket från Cape Canaveral AFS i Florida. Detta var den första privatfinansierade uppskjutningen av en rymdfarkost någonsin. Telstar placerades i en bana som går 45° över ekvatorn, ett varv tillryggalades på 2 timmar och 37 minuter. Detta medförde att satelliten endast kunde användas för transatlantiska överföringar under 20 minuter av varje varv.
De första tv-bilderna som överfördes med hjälp av Telstar var av en flagga utanför markstationen i Andover, detta var samma dag som uppskjutningen ägt rum. Nästan två veckor senare, den 23 juli, användes så satelliten för första gången "på riktigt", då man länkade tv-bilder över Atlanten. Under denna kväll skickades även de första telefon-, fax- och datasignalerna över Atlanten. President Kennedy höll ett direktsänt tal till Frankrike, via Telstar.
Satelliten, som byggdes av Bell Telephone Laboratories, var sfärisk, 88 cm lång med en vikt på 77 kg. Dimensionerna begränsades av utrymmet som fanns i den Deltaraket som skulle bära den till omloppsbanan.
Den första Telstar-satelliten var bara ett experiment. Den togs ur bruk den 21 februari 1963.

## Efterföljare
Experimenten fortsatte och år 1964 fanns två Telstar och ytterligare fyra kommunikationssatelliter i rymden. Syncom 2 var den första geosynkrona satelliten. Syncom 3, dess efterföljare, länkade Olympiska sommarspelen 1964.
År 2004 fanns satelliterna Telstar 5-7 och 10-13 i bruk och de ägdes då av Loral.

## Telstar som inspiration
År 1962 skrev Joe Meek en låt med titeln Telstar, inspirerad av satelliten, den framfördes av The Tornados. I Nederländerna finns en fotbollsklubb med namnet FC Telstar, även det efter satelliterna. Ett brittiskt skivbolag kallar sig Telstar, och en svensk dansorkester under 1960- och 70-talen kallade sig Telstars.

## Telstar i fiction
Telstar är också namnet på en miniboss i den amerikanska versionen av TV-spelet Final Fantasy 6 (amerikansk titel: "Final Fantasy 3") till Super Nintendo.